# Aloe viridiflora
Aloe viridiflora är en grästrädsväxtart som beskrevs av Gilbert Westacott Reynolds. Aloe viridiflora ingår i släktet Aloe och familjen grästrädsväxter. IUCN kategoriserar arten globalt som livskraftig.
Artens utbredningsområde är Namibia. Inga underarter finns listade i Catalogue of Life.